# Christuskirche (Aeschach)

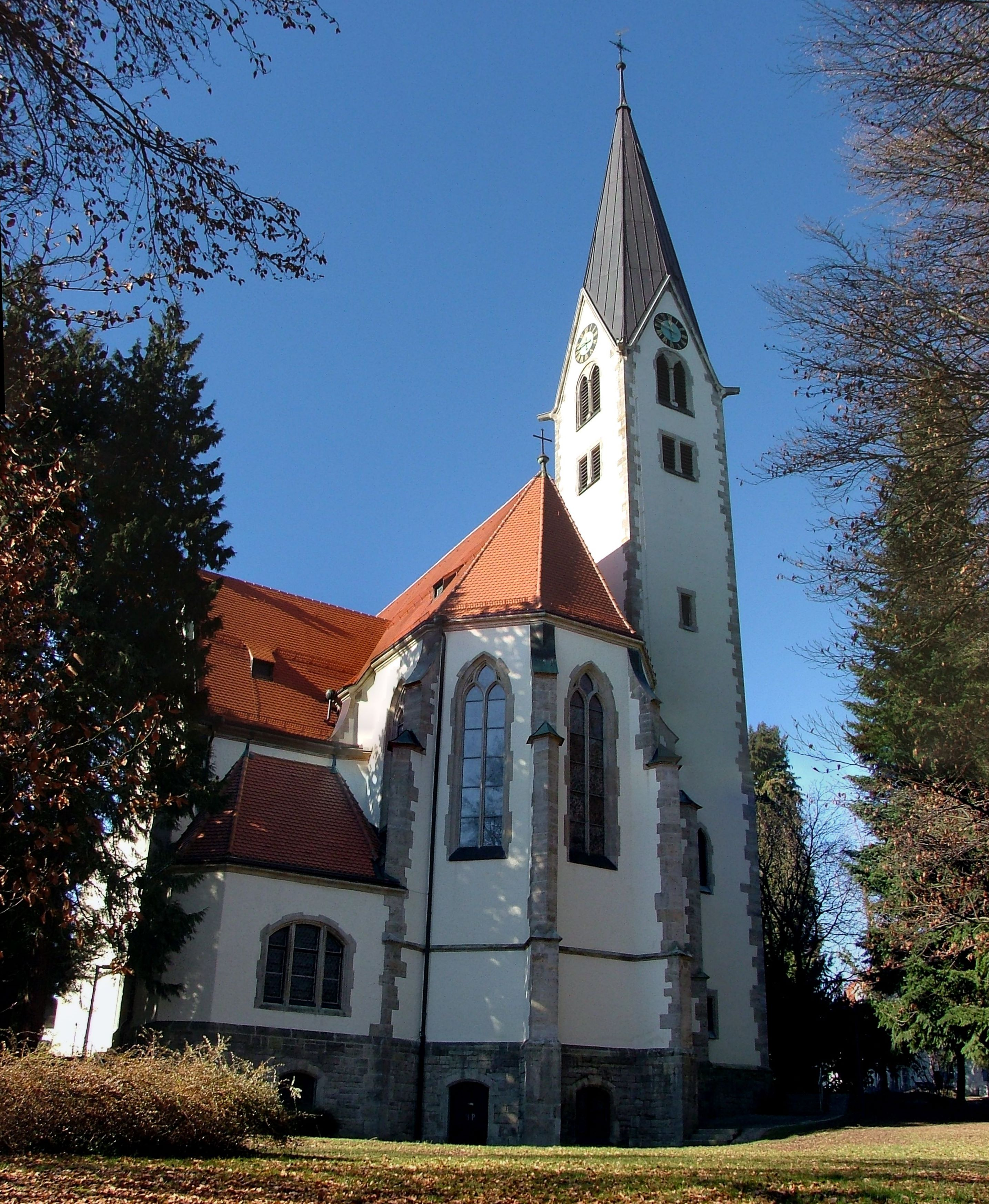
Christuskirche in Aeschach

Die evangelisch-lutherische Christuskirche steht in Aeschach, einem Stadtteil von Lindau (Bodensee) im Landkreis Lindau im bayerischen Schwaben. Das Bauwerk ist in der Liste der Baudenkmäler in Lindau (Bodensee) als Baudenkmal unter der Nr. D-7-76-116-370 eingetragen. Die Kirche gehört zur Kirchengemeinde St. Stephan-Christuskirche im Dekanat Kempten im Kirchenkreis Augsburg der Evangelisch-Lutherischen Kirche in Bayern.

## Beschreibung
Die Kreuzkirche wurde 1899–1901 nach einem Entwurf von Friedrich von Thiersch erbaut. Sie besteht aus einem Langhaus, an dessen Nordseite ein Seitenschiff angebaut ist, einem eingezogenen, von Strebepfeilern gestützten Chor mit Fünfachtelschluss im Osten, zwischen denen das Querschiff eingefügt ist, und einem an der Nordwand des Chors angebauten Chorflankenturm, dessen oberstes Geschoss hinter den als Biforien gestalteten Klangarkaden den Glockenstuhl mit vier Kirchenglocken beherbergt. Über den Giebeln, in denen sich die Zifferblätter der Turmuhr befinden, erhebt sich ein achtseitiger, spitzer Helm. 
Der mit einem Netzrippengewölbe überspannte Innenraum des Langhauses öffnet sich zum kreuzrippengewölbten Seitenschiff durch Arkaden. 

## Ausstattung
Die Ausstattung „mit großen Gemälden, Buntglasfenstern und Bildern von früheren Lindauer Pfarrern“ ist noch neugotisch geprägt. Doch die vier von Ignatius Taschner entworfenen Chorfenster (Ausführung: Königlich bayrische Hofglasmalerei Franz Xaver Zettler) tragen bereits deutliche Züge des Jugendstils.

## Orgeln
Die Orgel auf der Seitenempore wurde 1973 als Opus 10 von Winfried Albiez gebaut. Das Werk verfügt über 23 Register und wurde bei einer Renovierung im Jahr 1989 geringfügig verändert.
Die ursprüngliche, erste Orgel der Kirche wurde 1901 auf der rückwärtigen Empore von Orgelbau Steinmeyer als op. 728 mit 26 Registern erbaut und ist original erhalten. Nach einer Stilllegung des Werkes im Jahr 1973 konnte das denkmalgeschützte Werk 2001 restauriert werden.